# Доброва (община Доброва-Полхов Градец)
Вижте пояснителната страница за други значения на Доброва.
Доброва (на словенски: Dobrova) е село в Словения, Средна Словения. Административен център на община Доброва-Полхов Градец. Според Националната статистическа служба на Република Словения през 2002 г. селото има 913 жители.